# Tardenois

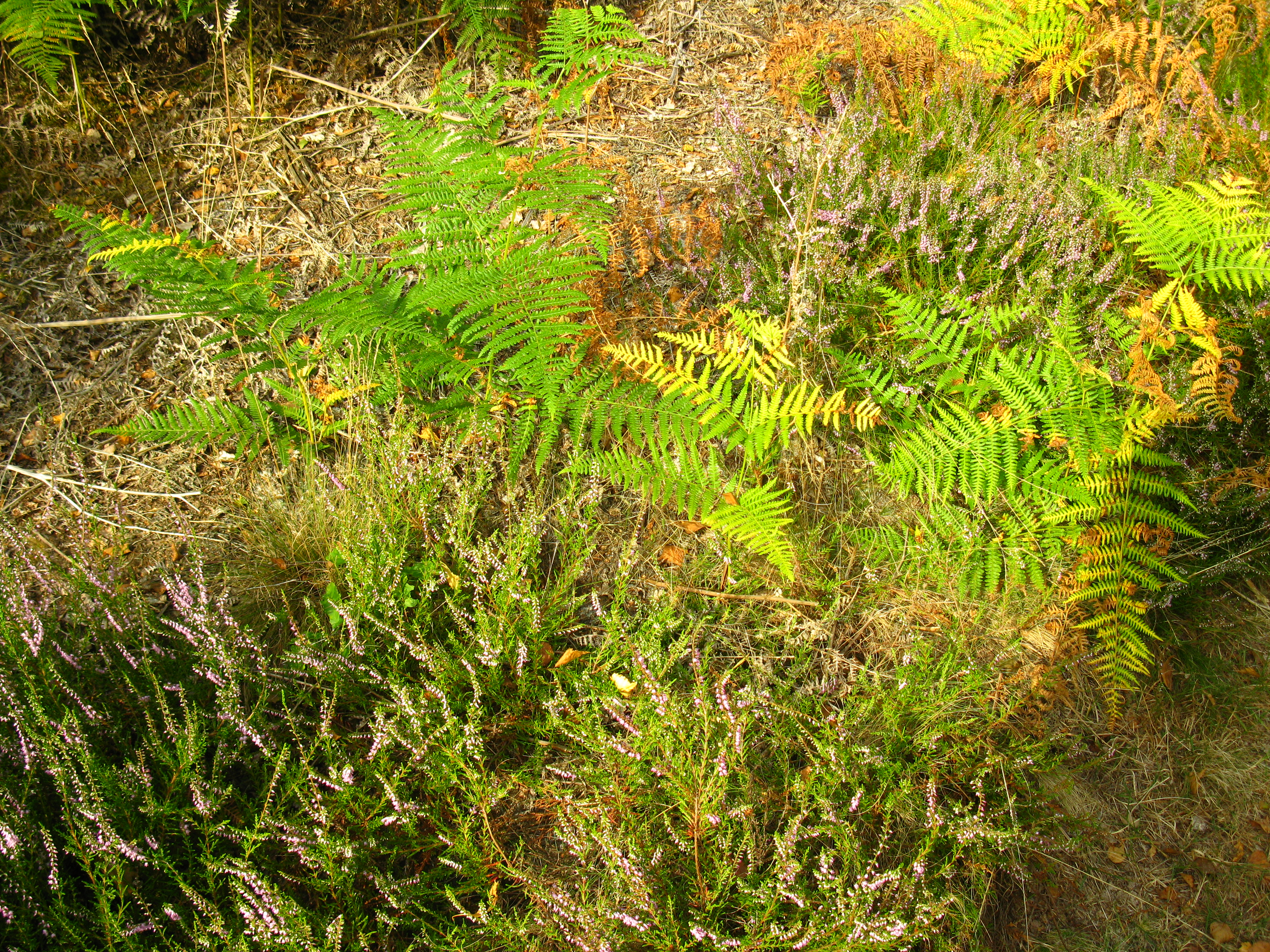
Bruguera comuna a Tardenois

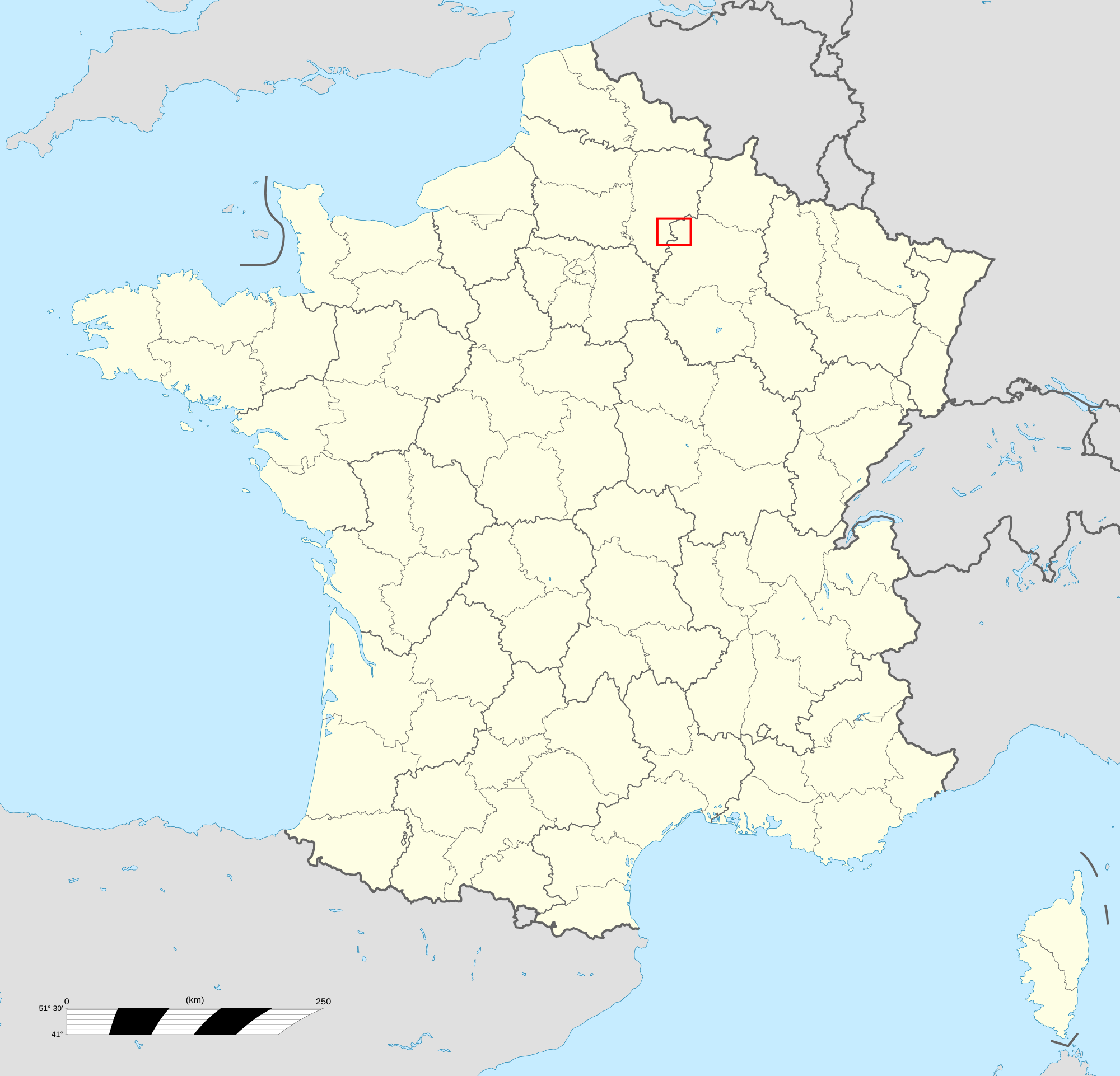
Mapa de localització de Tardenois

Tardenois és una regió natural de França.
Dona el nom a la cultura prehistòrica del tardenoisià.

## Geografia
Històricament, el Tardenois se situa en el límit del departaments francesos de Marne, a la Champagne-Ardenne, i de l'Aisne, a la Picardie. L'actual comunitat de comunes del Tardenois és exclusivament situada a la Picardie, a la part sud de l'Aisne, mentre que communitat de comunes Ardre i Tardenois s'inclou al Marne.

## Toponímia
Tres autors del segle xix donen tres versions diferents de l'etimologia del mot « Tardenois ».
Segons Amand de Vertus, significaria « tête de la forêt des Ardennes », expressió que en celta es traduiria per tau ardouina i en llatí per testa ardenensis (cap de les Ardenes).
Per Auguste Longnon, « Tardenois » seria el nom d'un antic lloc, Tardunum, amb l'arrel celta dun que evocaria un lloc construït sobre una elevació. Aquest lloc potser és Mont-Notre-Dame.
Pécheur, diu en canvi que « Tardenois » vindria d'una arrel celta tard que significaria « font », i potser voldria dir « país regat per nombrosos cursos d'aigua o bé « país de torberes ».

## Història

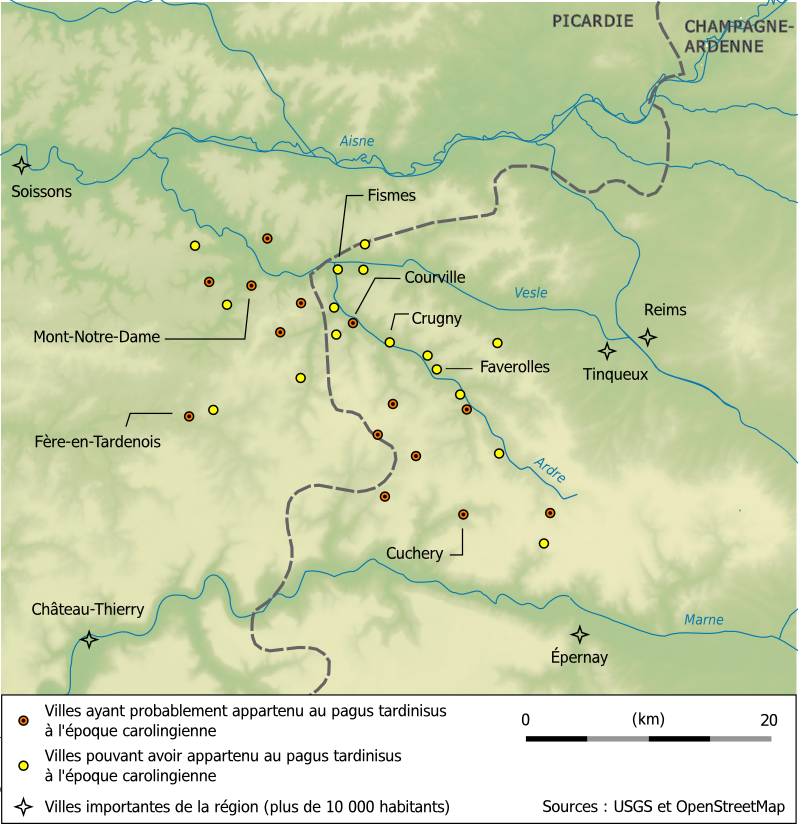
Mapa del pagus de Tardenois en època carolíngia

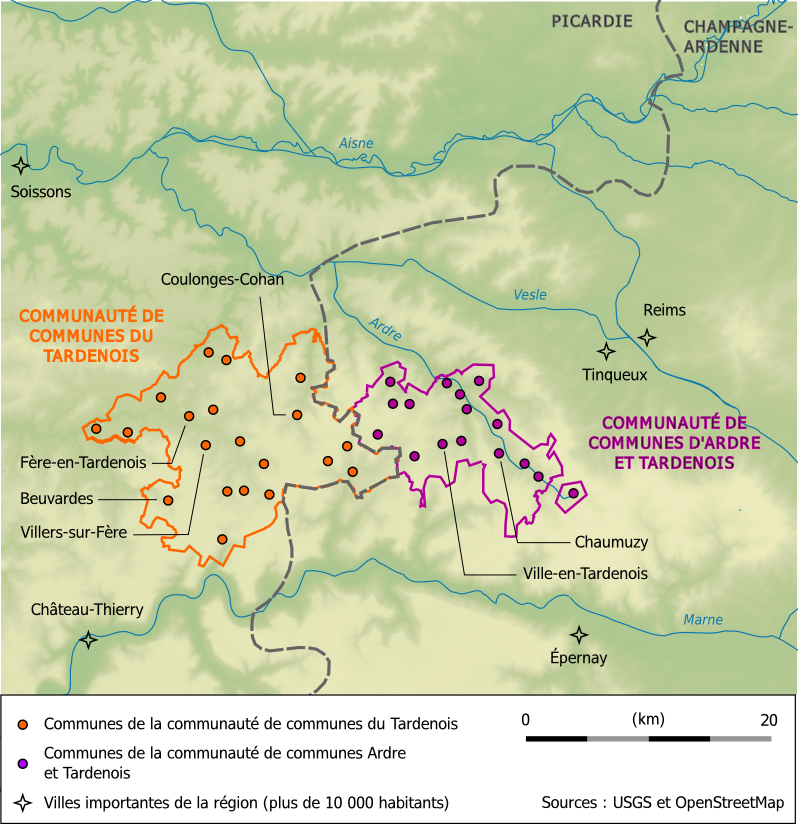
Mapa de les comunitats del Tardenois i d'Ardre i Tardenois

La regió del Tardenois sembla haver tingut un paper important en la Prehistòria; amb nombrosos vestigis trobats a la regió de la confecció de micròlits industria.
En època carolíngia i en els sistemes dels missi dominici instaurat per Carlemany, el Tardenois va esdevenir un comtat; el 853es cita com pagus tardinisus.
Les communautés de communes du Tardenois et d'Ardre et Tardenois es van fundar el 1996 · .

## Paisatge
El Tardenois té molts cursos d'aigua com el riu Marne, la Semoigne, la Vesle i l'Ardre. Abans estava molt forestat amb elbosc de les Ardennes. (forêt d'Ardenne) 
La bruquera comuna abunda.

## Patrimoni cultural
Tardenois té molts monuments històrics, en particular els châteaux de Fère-en-Tardenois i de Nesles, i esglésies romàniques especialment a la Vall de l'Ardre. També té un cementiti americà de la Primera Guerra Mundial a Seringes-et-Nesles.